# Hypsicera globosa
Hypsicera globosa là một loài tò vò trong họ Ichneumonidae.